# Dominicaines de la congrégation française de Sainte Catherine de Sienne
Les Dominicaines de la congrégation française de Sainte Catherine de Sienne sont une congrégation religieuse féminine enseignante et hospitalière de droit pontifical.

## Histoire
En 1852, l'évêque d'Autun envoie Joséphine Gand, en religion Mère Saint-Dominique de la Croix (1819-1907) maîtresse des novices des Dominicaines de Chalon-sur-Saône, auprès de trois jeunes femmes du village de Bonnay qui désirent former une communauté religieuse consacrée à l'enseignement et au soin des malades. La congrégation est fondée en 1854 avec les conseils du Père dominicain François Balme; elle est affiliée à l'ordre des Prêcheurs le 27 juillet 1859et approuvée le lendemain par Frédéric-Gabriel-Marie-François de Marguerye, évêque d'Autun.
Dès 1868, à la demande de Joachim-Hyacinthe Gonin, dominicain archevêque de Port-d'Espagne, les sœurs partent pour Tobago pour s’occuper de lépreux. De nombreuses religieuses meurent de la fièvre jaune  mais la communauté s’implante. Au soin des lépreux, elles ajoutent l’enseignement.
La maison-mère est transférée à Étrépagny en 1870. L'institut reçoit le décret de louange le 27 avril 1864et l'approbation définitive du Saint-Siège le 25 août 1869. Leurs constitutions sont approuvées le 3 août 1890 ; elles sont ensuite révisées et de nouveau reconnues le 30 juin 1928.
Elles s'installent au Québec en 1949 à la demande d'Anastase Forget, 1er évêque du diocèse de Saint-Jean–Longueuil, qui leur confie un orphelinat à Longueuil. En 1960, elles abandonnent l'orphelinat pour une maison de rééducation de garçons à Westmount où elles établissent le siège de la communauté avant de le transposer à Saint-Laurent au cours des années 1970. La congrégation quitte par la suite le Canada.

## Fusion
- 1937 : Dominicaines de Notre-Dame du Rosaire de Chaudron-en-Mauges[5]fondée en 1875 par Louise Baraul en religion Mère Catherine de Jésus (1828-1890)

## Activités et diffusion
Les sœurs se consacrent aux soins des malades et à l'enseignement. 
Elles sont présentes en France et à Trinité-et-Tobago.
La maison-mère est à Barataria près de Port-d'Espagne
En 2017, la congrégation comptait 59 religieuses et 13 communautés.